# Hancock
Hancock es una película estadounidense de acción y superhéroes de 2008 dirigida por Peter Berg. Producida por Columbia Pictures y distribuida por Sony Pictures, está protagonizada por Will Smith con un reparto que incluye a Charlize Theron y Jason Bateman. La historia gira alrededor de John Hancock (Smith), un superhéroe odiado por la gente por su forma poco ortodoxa de heroísmo, con problemas de alcoholismo y que se encuentra con un experto en relaciones públicas, Ray Embrey (Bateman), quien le ayudará a intentar reconciliarse con la sociedad y a ser el superhéroe que todos esperan.
La historia fue escrita originalmente por Vincent Ngo en 1996, y la película permaneció en infierno de desarrollo durante años con varios posibles ayudantes de dirección, incluidos Tony Scott, Michael Mann, Jonathan Mostow y Gabriele Muccino antes de entrar en producción en 2007. Hancock se rodó en Los Ángeles con un presupuesto de 150 millones de dólares.
La película fue estrenada el 2 de julio de 2008 en los Estados Unidos y el Reino Unido por Columbia Pictures. Hancock recibió críticas mixtas de los críticos de cine y recaudó $624 386 746 en los cines de todo el mundo.

## Argumento
John Hancock es un personaje con poderes sobrehumanos, incluyendo el vuelo supersónico, invulnerabilidad, la inmortalidad y superfuerza. A pesar de que utiliza sus poderes para rescatar a la gente de delincuentes, su actividad inadvertidamente causa millones de dólares en daños a la propiedad debido a su embriaguez constante y actitud cínica. 
Como resultado de ello, es habitualmente abucheado por el público y es considerado una molestia por el LAPD. Hancock con frecuencia ignora las citaciones judiciales y demandas de la ciudad de Los Ángeles para hacer frente a los daños materiales que ha causado y no se siente cómodo con la autoridad.
Cuando el portavoz de relaciones públicas Ray Embrey sale de una reunión infructuosa para lanzar su logo de "Todo corazón", una campaña donde intenta que las grandes corporaciones internacionales ofrezcan parte de sus productos de forma gratuita para los más necesitados en el mundo, pero solo logra que se rían de él sin ningún apoyo, queda atrapado en las vías del tren frente a la colisión con un tren de mercancías en sentido contrario. Hancock salva la vida de Ray con el costo de descarrilar el tren y dañar otros coches. Hancock es abucheado por los demás conductores por causar más destrucción, pero Ray agradece a Hancock por salvar su vida y lo invita a su casa, allí conoce a su pequeño hijo Aaron quien probablemente es el único fan de Hancock y a Mary, esposa de Ray y madrastra del niño quien demuestra desde un inicio molestia por su presencia. Ray se ofrece para mejorar la imagen pública de Hancock y este acepta a regañadientes. 
Al otro día Hancock se decide y visita nuevamente la casa de Ray, deteniéndose un momento para hablar con Michel, el niño de la casa de junto que suele agredir a Aaron, para pedirle que deje en paz al pequeño, sin embargo el muchacho solo se burla de Hancock e insiste en desafiarlo llamándolo "idiota" a pesar de que este le pide que no lo haga ya que esa palabra siempre lo hace perder el control, aun así el niño insiste, por lo que el superhumano pierde la paciencia y lo arroja varios kilómetros hacia el cielo, atrapándolo a poco de estrellarse contra el suelo.
Ray muestra a Hancock varios vídeos de Youtube donde se le ve hacer actos heroicos, pero por su ebriedad o negligencia acaban en eventos vergonzosos, trágicos o incómodos, por ello lo insta a convertirse en una figura heroica más idealizada e insiste que el primer paso debe ser entregarse por sus citaciones pendientes, para que pueda mostrar que la ciudad de Los Ángeles lo necesita de verdad, para ello debe permanecer preso y asistir a sesiones de rehabilitación. Una vez en la cárcel un grupo de presos intentan molestarlo por lo que Hancock sodomiza a uno de ellos con la cabeza del otro cuando nuevamente es llamado "idiota". Tras una charla con Ray, Hancock amaga con fugarse, pero Ray le convence de seguir y mientras pasa el tiempo lentamente, se adapta a su vida y se integra a la terapia de rehabilitación.
Cuando, tal como predijo Ray, la tasa de delincuencia se eleva después de su encarcelamiento, Hancock es contactado por el jefe de policía para ayudar a detener el robo de un banco. Vistiendo un nuevo traje de héroe dado por Ray, Hancock es liberado de la cárcel y hace un regreso triunfal al rescatar a una agente de policía herida y frustrar al grupo de ladrones dirigido por Red Parker, quien al verse solo amenaza hacer estallar a los rehenes con C-4 si Hancock no lo ayuda en el robo. Para su desgracia, este también lo llama "idiota" y Hancock le amputa la mano izquierda para quitarle el detonador.
Hancock es aplaudido por el manejo del robo del banco y se vuelve popular una vez más, como había predicho el publicista. Esa noche sale a cenar con Ray y su esposa Mary para celebrar, quienes le cuentan como se conocieron en una tienda poco después que él enviudara de la madre de Aaron cuando este naciera y como se enamoraron al instante; de la misma forma y en respuesta las preguntas de Ray sobre su naturaleza sobrehumana Hancock revela su aparente inmortalidad y su amnesia de hace 80 años, época donde fue internado moribundo en el hospital después de intentar evitar un asalto y sufrir una herida en la cabeza. 
Según les relata, a pocos minutos de ser ingresado comenzó a desarrollar sus poderes de manera inexplicable, sin saber nada de su origen ya que para cuando comenzó a sanar la lesión en su cerebro ya había borrado sus recuerdos, incluso su nombre es un malentendido, puesto que cuando la enfermera que lo atendió le pidió que en los formularios de ingreso pusiera la "John Hancock", expresión coloquial de la firma en Estados Unidos, asumió que se trataba de su nombre; finalmente les revela que durante todos esos años ha vivido torturado, convencido de haber sido antes del accidente un individuo horrible y detestable, ya que es la única explicación al hecho de que jamás nadie que lo conociera se haya interesado en buscarlo.
Tras volver del restaurante Hancock mete a Ray borracho a la cama y conversa con Mary, llegando casi a besarse, de pronto esta descubre que él tiene un moretón en su mano producto del atraco al banco, inexplicablemente asustada intenta echarlo de la casa y en medio de la discusión lo arroja a través de la pared estrellándolo en la calle, demostrando que tienen poderes similares. Al día siguiente Hancock amenaza con exponerla frente a Ray a menos que le explique sus orígenes; Mary finalmente le dice que pertenecen a otra especie y que ambos han vivido por más de 3000 años gracias a sus facultades, siendo en realidad los seres que en el pasado han sido llamados, entre otros nombres, dioses o ángeles por diferentes culturas. Mary también explica que son los últimos de su especie y están destinados a ser vinculados, pero se niega a revelar cual es el tipo de vínculo en concreto que existe entre ambos, por ello Hancock decide ir con Ray y revelarle la verdad, empezando una pelea que los lleva al centro de Los Ángeles, causando una destrucción significativa de la zona. Finalmente Hancock logra reducir a Mary, pero solo lo hace para pedirle perdón, ya que su único deseo había sido poder disculparse por cualquiera que fuese la cosa horrible que le hizo antes de perder la memoria. Ray, está en el centro de la ciudad en una reunión de negocios desde donde ve y reconoce a su mujer utilizando habilidades similares a las de Hancock.
Mientras tanto, Red Parker, ahora preso, se pone en contacto con los dos reos que intentaran provocar a Hancock en prisión y los convence de ir juntos en busca de venganza por lo que les hizo a los tres, es así que comienzan a planear un escape para buscarlo y acabarlo.
Hancock encuentra a Ray y Mary de vuelta en su casa. Mary finalmente confiesa que Hancock técnicamente es su marido, explicando que en su especie nacen como parejas preestablecidas para vivir en este mundo y se sienten instintivamente atraídos el uno al otro, siendo inevitable que se encuentren sin importar la distancia o tiempo que los separe, pero que ella ha decidido no aceptar esta imposición y vivir como desea, sin embargo Ray se muestra molesto y engañado por ambos a la vez que Hancock se retira desilusionado de todo.
Más tarde Hancock detiene un atraco a una tienda de licores, pero en el proceso es herido por un disparo y enviado al hospital; haciéndose público gracias a la prensa que por alguna misteriosa razón el héroe pudo ser lastimado de gravedad; allí Mary lo visita y le explica que cuando su especie está físicamente cerca de su pareja comienzan a perder sus poderes y se convierten en humanos ordinarios, esto es parte de la forma en que fueron diseñados, ya que solo así pueden procrear, envejecer y vivir vidas normales en este mundo. También le dice que, contrario a lo que él creía, jamás la ha lastimado sino todo lo contrario; a lo largo de la historia muchas veces han vivido como una pareja y en cada ocasión tras volverse humanos él había sido herido mortalmente protegiéndola del peligro por el amor que sentía por ella, la más reciente fue en un asalto en un callejón en Miami hace 80 años, su cráneo estaba fracturado durante el ataque, provocando la amnesia. 
Para salvarle la vida Mary lo abandonó, lo que le permitió recuperar sus poderes y sanar sus lesiones, ya que cuando están alejados uno del otro, recuperan sus poderes sobrehumanos, pero para ese momento ya había perdido todos sus recuerdos y tras esto ella decidió simplemente evitar encontrase con él, porque no deseaba verlo peligrar por su causa nuevamente y comprendía que él era alguien que podía proteger el mundo, ya que incluso entre el resto de su especie resaltaba como alguien heroico desde hace mucho tiempo.
Durante su explicación, el hospital es asaltado por Red Parker y los otros dos reos. Mary es herida de bala al tratar de defender a Hancock, quien a su vez elimina a los dos secuaces, pero también es herido en múltiples ocasiones en el proceso y queda al borde de sus fuerzas. Cuando Red intenta terminar con Hancock, Ray viene al rescate, le corta la otra mano con un hacha y finalmente lo mata. Con Mary herida de gravedad, Hancock utiliza sus últimas fuerzas para salir del hospital y alejarse tanto como sea posible para que la distancia permita que Mary recupere sus poderes y salve su vida. 
Hancock se traslada a Nueva York y trabaja como un superhéroe allí. En gratitud a Ray, quien continúa casado con Mary, Hancock pinta en la Luna el logotipo de Todo corazón, dando publicidad en todo el mundo a su causa.
En una escena poscréditos Hancock se enfrenta a un criminal en las calles, justo cuando el conflicto parece estar a punto de terminar de forma pacífica, el bandido llama a Hancock "Idiota", provocando que este sonría de manera cruel antes de prepararse para atacar al criminal.

## Reparto
- Will Smith como John Hancock, un superhéroe alcohólico. Hancock es invulnerable, inmortal, posee fuerza sobrehumana, reflejos y resistencia, regeneración altamente desarrollada, y puede volar a velocidades supersónicas. Sufrió de amnesia, y sus primeros recuerdos son de despertarse solo en un hospital en 1931. Durante su liberación, el enfermero le pidió su firma y a lo cual firmó como John Hancock", que adoptó como su alias actual. Smith describió al personaje como: "Hancock no es tu superhéroe promedio. Todos los días se despierta enojado con el mundo. No recuerda lo que le pasó y no hay nadie que lo ayude a encontrar las respuestas".[2] Para dar una apariencia realista de vuelo de superhéroe, Smith fue suspendido a menudo por cables a 60 pies (18 m) sobre el suelo y propulsado a 40–50 millas por hora (64–80 km / h).

- Charlize Theron como Mary Embrey, la esposa de Ray y la exesposa de Hancock que también tiene los mismos poderes y habilidades superiores a los de él, pero ambos se están debilitando a medida que están cerca uno de otro. Theron describió a Mary: "Ella toma esta decisión consciente de vivir en los suburbios y ser la mamá del fútbol para su hijastro y ser la esposa perfecta; vive en esta burbuja. Pero cuando la gente hace eso, generalmente significa que están ocultando algunas características dentro de sí mismas que los asusta. Ese es el caso de Mary. Ella sabe quién es ella y de qué es capaz".

- Jason Bateman como Ray Embrey, un consultor de relaciones públicas corporativas cuya vida salva Hancock. Bateman dijo: "Mi personaje ve la vida a través de lentes de color rosa, por lo que no entiende cómo la gente no puede ver el lado positivo de Hancock. Me gusta ser el hombre común. Me gusta ser el guía turístico, el que dice todo lo absurdo, podría estar en una película y ayudar a que sea tangible para la audiencia ".

- Eddie Marsan como Red Parker, un ladrón de bancos que más tarde se convierte en el archienemigo de Hancock. Habiendo actuado previamente en la película de bajo presupuesto Happy-Go-Lucky, para Marsan participar en la película Hancock de gran presupuesto fue una sorpresa. Marsan dijo: "Pasé de estar en un automóvil con Sally Hawkins en Happy-Go-Lucky a explotar un banco en el centro de Los Ángeles".

Los productores de cine Akiva Goldsman y Michael Mann aparecen como ejecutivos que escuchan la conferencia de Ray. La presentadora de televisión Nancy Grace también tiene un cameo. Los actores Johnny Galecki y Thomas Lennon también aparecen en la película. Mike Epps hace un cameo sin acreditar en la escena poscréditos. Daeg Faerch aparece como Michel, el joven francés matón del vecindario que es lanzado por Hancock en el aire por su incesante provocación.